# 6-Stunden-Rennen von Watkins Glen 1971

Streckenlayout 1971

Das vierte  6-Stunden-Rennen von Watkins Glen, auch Six-Hours and The Can-Am, The Glen, Watkins Glen, fand am 24. Juli 1971 in Watkins Glen statt und war der elfte Wertungslauf der Sportwagen-Weltmeisterschaft dieses Jahres.

## Das Rennen
Als das Rennen in Watkins Glen gestartet wurde, war die Sportwagen-Weltmeisterschaft 1971 längst entschieden. Durch den Sieg von Vic Elford und Gérard Larrousse im Porsche 908/03 beim 1000-km-Rennen auf dem Nürburgring gewann Porsche zum dritten Mal in Folge den Markenpokal. Zum letzten Mal kamen in Watkins Glen die Porsche 917K bei einem Weltmeisterschaftsrennen zum Einsatz. Das Team von John Wyer meldete zwei 917K. Die Mannschaft hatte ihren Stammpiloten Pedro Rodríguez durch dessen tödlichem Unfall am 11. Juli bei einem Rennen der Interserie am Norisring verloren. Für ihn wurde Richard Attwood verpflichtet. Er bestritt das Rennen mit Derek Bell, der ursprünglich Teamkollege von Jo Siffert war. Mit Gijs van Lennep erhielt auch Siffert einen neuen Partner. Er kam für Jackie Oliver zu Wyer. Van Lennep gehörte 1971 zur Rennmannschaft von Hans-Dieter Dechent, die die Reise nach Nordamerika nicht mehr antrat und sich in Auflösung befand. Vic Elford, ebenfalls ein ehemaliger Dechent-Pilot, kam bei Alfa Romeo unter. Sein Rennpartner im Alfa Romeo T33/3 war Nanni Galli. Zwei weitere T33/3 wurden von Andrea de Adamich, Ronnie Peterson, Henri Pescarolo und Rolf Stommelen gefahren. Für die Scuderia Ferrari gingen Jacky Ickx und Mario Andretti im Ferrari 312PB ins Rennen.
Das Rennen fand auf teilweise regennasser Fahrbahn statt und wurde durch technische Probleme bei Wyer und Ferrari beeinflusst. Derek Bell verlor viele Runden, weil er mit einem gebrochenen Gaspedal auf der Strecke stehen blieb. Nachdem er das Pedal notdürftig fixiert hatte, fuhr er zurück an die Boxen, wo das Team den Defekt beheben konnte. Beim lange führenden Werks-312PB streikte nach einem Boxenstopp der Starter. Entschieden wurde das Rennen durch die bessere Reifenwahl am de Adamich/Peterson-Alfa Romeo. Sie bestritten das Rennen mit Intermediates und ersparten sich dadurch den Wechsel von Regenreifen auf Slicks. Im Ziel hatten sie zwei Runden Vorsprung auf den Porsche von Siffert und van Lennep.

## Ergebnisse

### Schlussklassement
| 1                  | P        | 30 | Autodelta S.p.A.                   | Andrea de Adamich Ronnie Peterson                     | Alfa Romeo T33/3    | 279 |
| 2                  | S        | 1  | J. W. Automotive Engineering       | Jo Siffert Gijs van Lennep                            | Porsche 917K        | 277 |
| 3                  | S        | 2  | J. W. Automotive Engineering       | Derek Bell Richard Attwood                            | Porsche 917K        | 259 |
| 4                  | S        | 63 | Ecurie Francorchamps               | Alain de Cadenet Lothar Motschenbacher                | Ferrari 512M        | 253 |
| 5                  | GT + 2.5 | 49 | John Greenwood Racing              | Robert Johnson John Greenwood                         | Chevrolet Corvette  | 229 |
| 6                  | GT 2.5   | 59 | Brumos Porsche-Audi                | Peter Gregg Hurley Haywood                            | Porsche 914/6       | 228 |
| 7                  | GT + 2.5 | 57 | Or Costanzo Tri City Corvette Club | Dave Heinz Don Yenko                                  | Chevrolet Corvette  | 221 |
| 8                  | GT + 2.5 | 41 | Iroquois Racing Associates         | Bill Schumacher Bob McClure Bob Kiefer                | Chevrolet Corvette  | 210 |
| 9                  | GT 2.5   | 31 | Locke Development Corporation      | Bert Everett Bob Beasley                              | Porsche 911T        | 168 |
| 10                 | GT 2.5   | 68 | Baker Motor Co.                    | Pat Keating Levon Pentecost Anthony Torgersen         | Porsche 911S        | 162 |
| Nicht klassiert    |          |    |                                    |                                                       |                     |     |
| 11                 | S        | 43 | David Piper Racing                 | Tony Adamowicz Mario Cabral                           | Porsche 917K        | 191 |
| 12                 | S        | 46 | Brokers Racing Nationwide Food     | Mike Rahal Hugh Wise Horst Kroll                      | Porsche 906K        | 180 |
| Ausgefallen        |          |    |                                    |                                                       |                     |     |
| 13                 | P        | 36 | Autodelta S.p.A.                   | Nanni Galli Vic Elford                                | Alfa Romeo T33/3    | 258 |
| 14                 | P        | 67 | Baker Motor Co.                    | Pete Harrison Tom Fraser Bobby Rinzler Skip Barber    | Lola T212           | 226 |
| 15                 | S        | 14 | North American Racing Team         | Sam Posey Ronnie Bucknum                              | Ferrari 512M        | 126 |
| 16                 | P        | 61 | Promotional Advertising            | Hugh Kleinpeter Tony Belcher                          | Lola T212           | 104 |
| 17                 | P        | 33 | Autodelta S.p.A.                   | Henri Pescarolo Rolf Stommelen                        | Alfa Romeo T33/3    | 97  |
| 18                 | GT + 2.5 | 64 | Bob Baechle                        | Bob Baechle Michael Summers Fred Kepler               | Chevrolet Corvette  | 90  |
| 19                 | P        | 40 | S.p.A. Ferrari SEFAC               | Jacky Ickx Mario Andretti                             | Ferrari 312PB       | 55  |
| 20                 | S        | 6  | Roger Penske Kirk F. White         | Mark Donohue David Hobbs                              | Ferrari 512M        | 53  |
| 21                 | P        | 87 | A. G. Dean Racing                  | Tony Dean Steve Matchett Chuck Parsons                | Porsche 908/02      | 47  |
| 22                 | GT 2.5   | 32 | Locke Development Corporation      | Jim Locke Bob Bailey                                  | Porsche 911S        | 25  |
| 23                 | S        | 48 | Herbert Müller Racing              | Herbert Müller George Eaton                           | Ferrari 512M        | 17  |
| 24                 | GT 2.5   | 16 | Toad Hall Racing                   | Michael Keyser Bruce Jennings                         | Porsche 911T        | 13  |
| 25                 | GT + 2.5 | 50 | John Greenwood Racing              | Richard Hoffman Frank Cipelle John Greenwood          | Chevrolet Corvette  | 6   |
| 26                 | S        | 60 | Bahamas Racing                     | Robin Ormes Bob Brown Bob Bondurant                   | Lola T70 Mk.3B GT   | 2   |
| Nicht gestartet    |          |    |                                    |                                                       |                     |     |
| 27                 | S        | 21 | Young American Racing Team         | Gregg Young Jim Adams                                 | Ferrari 512M        | 1   |
| 28                 | P        | 35 | Autodelta S.p.A.                   | Vic Elford Nanni Galli                                | Alfa Romeo T33/TT/3 | 2   |
| 29                 | GT 2.5   | 80 | Fritz Hochreuter                   | Milt Minter Rudy Bartling Fritz Hochreuter            | Porsche 911         | 3   |
| 30                 | S        | T  | J. W. Automotive Engineering       | Jo Siffert Gijs van Lennep Derek Bell Richard Attwood | Porsche 917K        | 4   |
| Nicht qualifiziert |          |    |                                    |                                                       |                     |     |
| 31                 | GT 2.5   | 5  | Jacques Duval                      | Jacques Duval George Nicholas                         | Porsche 914/6       | 5   |
| 32                 | GT 2.5   | 12 | Ralph Meaney                       | Charles Pete Conrad Raymond Caldwell                  | Porsche 914/6       | 6   |
| 33                 | GT 2.5   | 37 | Holbert Oest                       | Dieter Oest Mike Tillson                              | Porsche 911         | 7   |
| 34                 | GT 2.5   | 70 | Kremer Racing                      | Erwin Kremer Dick Durant                              | Porsche 911         | 8   |
| 35                 | GT + 2.5 | 31 | Robert Luebbe                      | Robert Luebbe John Orr                                | Chevrolet Corvette  | 9   |

1 Leck im Tank
2 Unfall im Training
3 nicht gestartet
4 Trainingswagen
5 nicht qualifiziert
6 nicht qualifiziert
7 nicht qualifiziert
8 nicht qualifiziert
9 nicht qualifiziert

### Nur in der Meldeliste
Hier finden sich Teams, Fahrer und Fahrzeuge, die ursprünglich für das Rennen gemeldet waren, aber aus den unterschiedlichsten Gründen daran nicht teilnahmen. 
| Pos. | Klasse   | Nr. | Team                 | Fahrer                                      | Chassis            |
| ---- | -------- | --- | -------------------- | ------------------------------------------- | ------------------ |
| 36   | P        | 3   | Scuderia Filipinetti | Jo Bonnier                                  | Lola T212          |
| 37   | GT 2.5   | 10  | Ralph Meaney         | Stephen Behr Gary Wright                    | Porsche 914/6      |
| 38   | GT 2.5   | 11  | Ralph Meaney         | Jack Cowell Jim Jenkins Charles Pete Conrad | Porsche 914/6      |
| 39   | GT 2.5   | 13  | Jim Glanton          | Jim Glanton Al Alden                        | Porsche 911S       |
| 40   | GT + 2.5 | 18  | Es-Pa Racing         | John Paul Rodney Harris                     | Chevrolet Corvette |
| 41   | S        | 22  | Don Baumgartner      | Don Baumgartner Don Herman                  | Chevron B8         |
| 42   | P        | 45  | Guillermo Ortega     | Guillermo Ortega                            | Porsche 908/02     |
| 43   | P        | 53  | Georges Dumoing      | Georges Dumoing Gérard Cerruti              | Lola T212          |

### Klassensieger
| Klasse   | Fahrer            | Fahrer          | Fahrzeug           | Platzierung im Gesamtklassement |
| -------- | ----------------- | --------------- | ------------------ | ------------------------------- |
| P        | Andrea de Adamich | Ronnie Peterson | Alfa Romeo T33/3   | Gesamtsieg                      |
| S        | Jo Siffert        | Gijs van Lennep | Porsche 917K       | Rang 2                          |
| GT + 2.5 | Robert Johnson    | John Greenwood  | Chevrolet Corvette | Rang 5                          |
| GT 2.5   | Peter Gregg       | Hurley Haywood  | Porsche 914/5      | Rang 6                          |

### Renndaten
- Gemeldet: 43
- Gestartet: 26
- Gewertet: 10
- Rennklassen: 4
- Zuschauer: unbekannt
- Wetter am Renntag: warm und leichter Regen
- Streckenlänge: 3,907 km
- Fahrzeit des Siegerteams: 6:00:25,000 Stunden
- Gesamtrunden des Siegerteams: 279
- Gesamtdistanz des Siegerteams: 1090,189 km
- Siegerschnitt: 181,487 km/h
- Pole Position: Mark Donohue – Ferrari 512M (#6) – 1:07,740 = 207,662 km/h
- Schnellste Rennrunde: Derek Bell – Porsche 917K (#2) – 1:08,297 = 205,967 km/h
- Rennserie: 11. Lauf zur Sportwagen-Weltmeisterschaft 1971